# Tallinn (croiseur, 1976)
Pour les autres navires du même nom, voir Tallinn (croiseur).
Le Tallinn est un croiseur lance-missiles de la classe Kara ayant servi dans la marine soviétique puis russe. Il est lancé en novembre 1976 et mis en service en décembre 1979 au chantier naval des 61 Communards. Le croiseur est rebaptisé Vladivostok en 1992. Après la chute de l'URSS, il est démoli en Inde en mai 1996.

## Historique
La construction du navire débute le 22 novembre 1974 au chantier naval des 61 Communards à Nikolaev. Le navire est lancé le 5 novembre 1975 et est mis en service le 31 décembre 1977. Le 17 février 1978, il rejoint la flotte russe du Pacifique.
Du 13 au 17 décembre 1981, le navire fait escale à Maputo et retourne au port de Victoria aux Seychelles. Le Tallinn stationne dans le port jusqu'en janvier 1982,.
Du 16 au 20 février 1984 visite à Massawa, en Éthiopie.
Le 1er mars 1985, le navire est transféré dans la 183e BRPK. Du 13 au 17 août 1985, le Tallinn visite Wonsan en Corée du Nord.
Du 12 au 16 mars 1986, il effectue un voyage à Djibouti.
En janvier 1989, le navire est transféré dans le 201e BRPK.
En 1990, le navire est placé en cale sèche à Dalzavod. Ces réparations seront ensuite gelées.
Depuis mars 1991, le Tallinn fait partie de la 48e division des navires anti-sous-marins (DIPK).
En septembre 1992, il est renommé Vladivostok.
Après l'effondrement de l'URSS, le 5 juillet 1994, le Vladivostok est rayé des listes puis, en mai 1996, ferraillé en Inde.